# Letni Puchar Świata w saneczkarstwie 2013
Letni Puchar Świata w Saneczkarstwie 2013 odbył się w dniach 6 - 7 września w Ilmenau, w Niemczech. Zawodnicy rywalizowali w czterech konkurencjach: jedynkach seniorek, jedynkach seniorów, jedynkach juniorek oraz w jedynkach juniorów.

## Terminarz
| Data            | Miejscowość | Konkurencja      | Złoto            | Srebro            | Brąz               |
| --------------- | ----------- | ---------------- | ---------------- | ----------------- | ------------------ |
| 7 września 2013 | Ilmenau     | Jedynki seniorek | Dajana Eitberger | Maria Naß         | Svenja Oestreicher |
| 7 września 2013 | Ilmenau     | Jedynki seniorów | Daniel Rothamel  | Sascha Benecken   | Reinhard Egger     |
| 7 września 2013 | Ilmenau     | Jedynki juniorek | Sabrina Salchner | Madeleine Egle    | Paula Werner       |
| 7 września 2013 | Ilmenau     | Jedynki juniorów | Jonas Jannusch   | Hannes Orlamünder | Max Langenhan      |

## Wyniki

### Seniorki
- Data / Początek: Niedziela 7 września 2013

| Medal | Zawodniczka          | Narodowość | Czas     |
| ----- | -------------------- | ---------- | -------- |
|       | Dajana Eitberger     | Niemcy     | 1:01.913 |
|       | Maria Naß            | Niemcy     | 1:02.434 |
|       | Svenja Oestreicher   | Niemcy     | 1:02.539 |
| 4.    | Julia Orlamünder     | Niemcy     | 1:02.557 |
| 5.    | Ewa Kuls             | Polska     | 1:02.982 |
| 6.    | Sandra Schäder       | Niemcy     | 1:03.200 |
| 7.    | Natalia Wojtuściszyn | Polska     | 1:03.459 |

### Seniorzy
- Data / Początek: Niedziela 7 września 2013

| Medal | Zawodniczka        | Narodowość | Czas     |
| ----- | ------------------ | ---------- | -------- |
|       | Daniel Rothamel    | Niemcy     | 1:00.343 |
|       | Sascha Benecken    | Niemcy     | 1:00.525 |
|       | Reinhard Egger     | Austria    | 1:00.638 |
| 4.    | Toni Förtsch       | Niemcy     | 1:00.657 |
| 5.    | Florian Berkes     | Niemcy     | 1:01.042 |
| 6.    | Maciej Kurowski    | Polska     | 1:01.072 |
| 7.    | Florian Löffler    | Niemcy     | 1:01.076 |
| 8.    | Georg Reumschüssel | Niemcy     | 1:01.119 |
| 9.    | Nico Grüssner      | Niemcy     | 1:01.251 |
| 10.   | Chris Rohmeiss     | Niemcy     | 1:01.315 |
| 11.   | Karol Mikrut       | Polska     | 1:01.540 |
| 12.   | Manuel Stiebing    | Niemcy     | 1:01.594 |

### Juniorki
- Data / Początek: Niedziela 7 września 2013

| Medal | Zawodniczka        | Narodowość | Czas     |
| ----- | ------------------ | ---------- | -------- |
|       | Sabrina Salchner   | Austria    | 1:01.475 |
|       | Madeleine Egle     | Austria    | 1:01.591 |
|       | Paula Werner       | Niemcy     | 1:01.600 |
| 4.    | Anna Saulite       | Austria    | 1:02.148 |
| 5.    | Marta Zacharzewska | Polska     | 1:02.761 |
| 6.    | Miriam Geisler     | Austria    | 1:02.923 |
| 7.    | Martina Gergova    | Bułgaria   | 1:03.375 |

### Juniorzy
- Data / Początek: Niedziela 7 września 2013

| Medal | Zawodniczka       | Narodowość | Czas     |
| ----- | ----------------- | ---------- | -------- |
|       | Jonas Jannusch    | Niemcy     | 1:00.326 |
|       | Hannes Orlamünder | Niemcy     | 1:00.699 |
|       | Max Langenhan     | Niemcy     | 1:00.806 |
| 4.    | Paul Gubitz       | Niemcy     | 1:01.155 |
| 5.    | Bastian Schulte   | Austria    | 1:01.339 |
| 6.    | Fabian Künstner   | Austria    | 1:01.391 |
| 7.    | Yannick Müller    | Austria    | 1:02.306 |
| 8.    | Dimitar Georgiev  | Bułgaria   | 1:02.515 |
| 9.    | Cvetelin Ivanov   | Bułgaria   | 1:03.844 |